# قائمة المناطق المحمية في السودان
هذه قائمة بالمناطق المحمية الموجودة في السودان، وتشمل الحدائق والمتنزهات الوطنية ومحميات الحياة البرية ومحميات الحياة البحرية، ومحميات الطيور، والمحميات الطبيعية، ومناطق الحفاظ على الطبيعة، ومحميات الصيد والمحميات الطبيعية المُدارة في السودان.

## قائمة المتنزهات الوطنية
- متنزه حظيرة الدندر الوطني
- متنزه جبل الحسنية الوطني
- محمية الردوم الطبيعية
- منتزه أرخبيل سواكن الوطني

## قائمة محميات الحياة البحرية
- محمية بورتسودان البحرية الوطنية
- محمية سنجانب البحرية الوطنية

## قائمة محميات الحياة البرية
- محمية إركويت للحياة البرية
- محمية إركويت سنكات للحياة البرية

## قائمة محميات الطيور
- محمية طيور سد جبل أولياء
- محمية بحيرة كيلك للطيور
- محمية بحيرة كندي للطيور
- محمية طيور بحيرة النوبة

## قائمة محميات الصيد
- محمية توكور للحيوانات البرية
- محمية سبالوكا للحيوانات البرية

## قائمة مناطق المحميات الطبيعية
- محمية جبل مرة الطبيعية
- محمية جبل علبة الطبيعية

## قائمة المحميات الطبيعية المدارة
- محمية المكور الطبيعية المُدارة

## التسميات الدولية

### محميات المحيط الحيوي
- محمية الدندر الوطنية
- محمية الردوم الوطنية

### مواقع التراث العالمي
- محمية سنجانب البحرية الوطنية وخليج دونقوناب - جزيرة مكوار البحرية الوطنية حديقة

### مواقع رامسار
- خليج دنقناب - مرسى واي
- سواكن - خليج عقيق
- محمية الدندر الوطنية